# Држилово (Грчка)
Држилово (грч. Μεταμόρφωση, Метаморфоси) је насељено место у општини Негуш у периферији Средишња Македонија, Грчка. Према попису из 2021. године било је 3 становника.
Држилово је раније било словенско село, које је током Негушког устанка 1822. године разрушено. Мештани који су се спасли избегли су у Солун и источне делове Македоније. Из овог места је породица Држиловци која је имала своју штампарију у Солуну. Касније су у Држилову повремено боравиле аромунске сточарске породице. Село је обновљено после 1924. године, када су насељене грчке избегличке породице из Турске. На попису из 1928. године  Држилову је било 97 становника.